# Saint-Eugène (Charente Marítim)
Saint-Eugène és un municipi francès situat al departament del Charente Marítim i a la regió de la Nova Aquitània. L'any 2007 tenia 317 habitants.

## Demografia

### Població
El 2007 la població de fet de Saint-Eugène era de 317 persones. Hi havia 122 famílies de les quals 24 eren unipersonals (4 homes vivint sols i 20 dones vivint soles), 41 parelles sense fills, 49 parelles amb fills i 8 famílies monoparentals amb fills.
La població ha evolucionat segons el següent gràfic:
Habitants censats

### Habitatges
El 2007 hi havia 143 habitatges, 124 eren l'habitatge principal de la família, 10 eren segones residències i 9 estaven desocupats. 142 eren cases i 1 era un apartament. Dels 124 habitatges principals, 97 estaven ocupats pels seus propietaris, 23 estaven llogats i ocupats pels llogaters i 3 estaven cedits a títol gratuït; 5 tenien dues cambres, 8 en tenien tres, 31 en tenien quatre i 79 en tenien cinc o més. 98 habitatges disposaven pel capbaix d'una plaça de pàrquing. A 41 habitatges hi havia un automòbil i a 71 n'hi havia dos o més.

### Piràmide de població
La piràmide de població per edats i sexe el 2009 era:
| Homes | Edats   | Dones |
| ----- | ------- | ----- |
| 0     | 95 o +  | 0     |
| 4     | 90 a 94 | 0     |
| 12    | 85 a 89 | 0     |
| 4     | 80 a 84 | 0     |
| 12    | 75 a 79 | 16    |
| 0     | 70 a 74 | 12    |
| 0     | 65 a 69 | 0     |
| 4     | 60 a 64 | 0     |
| 12    | 55 a 59 | 12    |
| 16    | 50 a 54 | 8     |
| 8     | 45 a 49 | 16    |
| 20    | 40 a 44 | 12    |
| 4     | 35 a 39 | 8     |
| 16    | 30 a 34 | 16    |
| 4     | 25 a 29 | 12    |
| 4     | 20 a 24 | 8     |
| 0     | 15 a 19 | 8     |
| 12    | 10 a 14 | 8     |
| 4     | 5 a 9   | 16    |
| 4     | 0 a 4   | 4     |

## Economia
El 2007 la població en edat de treballar era de 194 persones, 156 eren actives i 38 eren inactives. De les 156 persones actives 146 estaven ocupades (78 homes i 68 dones) i 10 estaven aturades (4 homes i 6 dones). De les 38 persones inactives 13 estaven jubilades, 14 estaven estudiant i 11 estaven classificades com a «altres inactius».

### Ingressos
El 2009 a Saint-Eugène hi havia 124 unitats fiscals que integraven 320 persones, la mediana anual d'ingressos fiscals per persona era de 16.132 €.

### Activitats econòmiques
Dels 16 establiments que hi havia el 2007, 1 era d'una empresa alimentària, 1 d'una empresa de fabricació d'altres productes industrials, 3 d'empreses de construcció, 4 d'empreses de comerç i reparació d'automòbils, 1 d'una empresa d'hostatgeria i restauració, 3 d'empreses immobiliàries, 2 d'empreses de serveis i 1 d'una entitat de l'administració pública.
Dels 5 establiments de servei als particulars que hi havia el 2009, 1 era un taller de reparació d'automòbils i de material agrícola, 1 paleta, 1 guixaire pintor, 1 fusteria i 1 restaurant.
L'any 2000 a Saint-Eugène hi havia 34 explotacions agrícoles.

## Poblacions més properes
El següent diagrama mostra les poblacions més properes.